# Zaragoza, Hidalgo
Zaragoza är en ort i Mexiko.   Den ligger i kommunen Santiago de Anaya och delstaten Hidalgo, i den sydöstra delen av landet, 100 km norr om huvudstaden Mexico City. Zaragoza ligger 2 056 meter över havet och antalet invånare är 585.
Terrängen runt Zaragoza är kuperad åt nordost, men åt sydväst är den platt. Runt Zaragoza är det ganska tätbefolkat, med 129 invånare per kvadratkilometer. Närmaste större samhälle är Santiago de Anaya, 3,1 km nordväst om Zaragoza. Trakten runt Zaragoza består i huvudsak av gräsmarker.